# 1. općinska nogometna liga Virovitica 1975./76.
1. općinska nogometna liga Virovitica za sezonu 1975./76. je bila liga šestog stupnja nogometnog prvenstva SFRJ. 
 
Sudjelovalo je 10 klubova, a prvak je bila "Bilogora" iz Špišić Bukovice.

## Ljestvica
| mj. | klub                     | ut. | pob. | ner. | por. | gol+ | gol- | bod |
| --- | ------------------------ | --- | ---- | ---- | ---- | ---- | ---- | --- |
| 1.  | Bilogora Špišić Bukovica | 18  | 14   | 3    | 1    | 64   | 26   | 31  |
| 2.  | Slavonac Pčelić          | 18  | 12   | 4    | 2    | 65   | 27   | 28  |
| 3.  | Jedinstvo Gradina        | 18  | 10   | 2    | 6    | 51   | 36   | 22  |
| 4.  | Čelik Dijelka            | 17  | 8    | 4    | 5    | 37   | 32   | 20  |
| 5.  | Bratstvo Gornje Bazje    | 18  | 7    | 4    | 7    | 42   | 39   | 18  |
| 6.  | Graničar Majkovac        | 18  | 6    | 2    | 10   | 37   | 59   | 14  |
| 7.  | Bratstvo Borova          | 18  | 6    | 0    | 12   | 49   | 53   | 12  |
| 8.  | Zvijezda Turanovac       | 18  | 4    | 3    | 11   | 26   | 47   | 11  |
| 9.  | Podravac Orešac          | 17  | 5    | 4    | 8    | 37   | 46   | 10  |
| 10. | Sloga Dugo Selo          | 18  | 2    | 4    | 12   | 37   | 73   | 8   |

- ljestvica bez rezultata jedne utakmice
- Dijelka – danas dio naselja Veliko Polje
- Dugo Selo – skraćeni naziv za Dugo Selo Lukačko
- Gornje Bazje – također se piše i kao Gornje Bazije
- Majkovac, skraćeno za Majkovac Podravski – danas dio naselja Žlebina

## Rezultatska križaljka
| kratica | klub                     | BIL | BRAB | BRAGB | ČEL | GRA | JED | POD | SLA | SLO | ZVI |
| --- | ------------------------ | --- | ---- | ----- | --- | --- | --- | --- | --- | --- | --- |
| BIL | Bilogora Špišić Bukovica |     |      |       |     |     |     |     |     |     |     |
| BRAB | Bratstvo Borova          |     |      |       |     |     |     |     |     |     |     |
| BRAGB | Bratstvo Gornje Bazje    |     |      |       |     |     |     |     |     |     |     |
| ČEL | Čelik Dijelka            |     |      |       |     |     |     |     |     |     |     |
| GRA | Graničar Majkovac        |     |      |       |     |     |     |     |     |     |     |
| JED | Jedinstvo Gradina        |     |      |       |     |     |     |     |     |     |     |
| POD | Podravac Orešac          |     |      |       |     |     |     |     |     |     |     |
| SLA | Slavonac Pčelić          |     |      |       |     |     |     |     |     |     |     |
| SLO | Sloga Dugo Selo          |     |      |       |     |     |     |     |     |     |     |
| ZVI | Zvijezda Turanovac       |     |      |       |     |     |     |     |     |     |     |
| |                          |     |      |       |     |     |     |     |     |     |     |
| podebljan rezultat - utakmice od 1. do 9. kola (1. utakmica između klubova) rezultat normalne debljine - utakmice od 10. do 18. kola (2. utakmica između klubova) rezultat nakošen - nije vidljiv redoslijed odigravanja međusobnih utakmica iz dostupnih izvora rezultat smanjen * - iz dostupnih izvora nije uočljiv domaćin susreta prekrižen rezultat - poništena ili brisana utakmica p - utakmica prekinuta 3:0 p.f. / 0:3 p.f. - rezultat 3:0 bez borbe n.i. - nije igrano |                          |     |      |       |     |     |     |     |     |     |     |

 Izvori: